# Kirchberg an der Pielach
Kirchberg an der Pielach ist eine Marktgemeinde mit 3117 Einwohnern (Stand 1. Jänner 2025) im Bezirk St. Pölten in Niederösterreich.

## Geografie
Kirchberg an der Pielach liegt im Tal der Pielach im Mostviertel in den niederösterreichischen Alpen.
Die Fläche der Marktgemeinde umfasst 63,50 Quadratkilometer. Davon sind 54 Prozent bewaldet und 41 Prozent landwirtschaftliche Nutzfläche.

### Gemeindegliederung
Das Gemeindegebiet umfasst folgende sieben Ortschaften (in Klammern Einwohnerzahl Stand 1. Jänner 2025):
- Kirchberg an der Pielach (1279)
- Kirchberggegend (226) samt Fronberg
- Schloßgegend (265)
- Schwerbachgegend (429) samt Marbach und Schwerbach
- Soisgegend (497) samt Sois
- Tradigistdorf (284)
- Tradigistgegend (137) samt Dörfl auf der Eben

Die Gemeinde besteht aus der Katastralgemeinde Kirchberg an der Pielach.

### Nachbargemeinden
| Kilb (Bezirk Melk)   | Rabenstein an der Pielach                   | Eschenau (Bezirk Lilienfeld)   |
| Texing (Bezirk Melk) | Kompassrose, die auf Nachbargemeinden zeigt | Lilienfeld (Bezirk Lilienfeld) |
| Frankenfels          | Loich                                       | Türnitz (Bezirk Lilienfeld)    |

## Geschichte

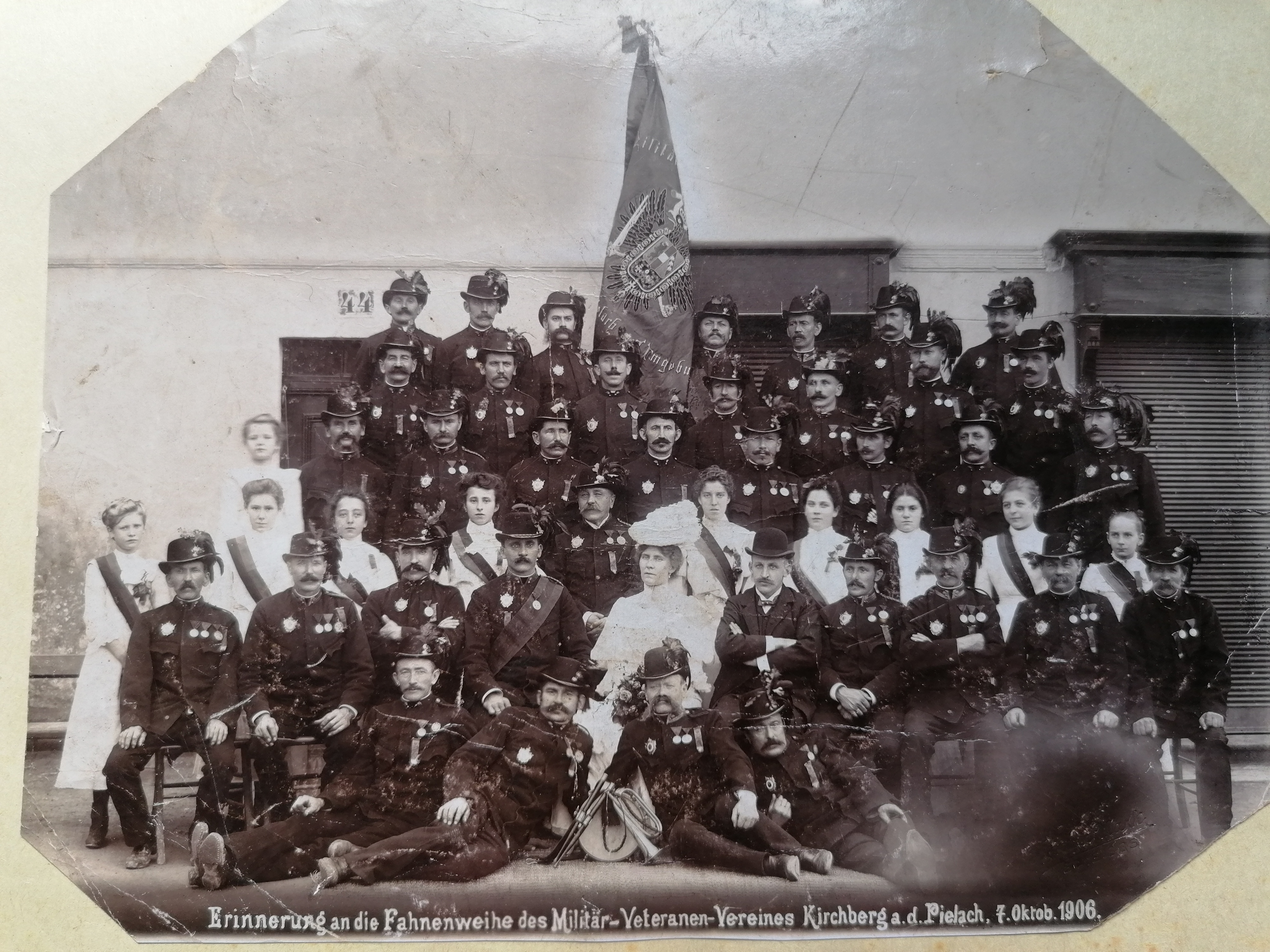
Erinnerung an die Fahnenweihe des Militär-Veteranen-Vereins Kirchberg an der Pielach (7. Oktober 1906)

Im Altertum war das Gebiet Teil der Provinz Noricum.
Um 600 nach Christus siedelten sich Awaren und Slawen an. Dies bezeugen Funde eines awarischen Ringwalles mit Gefäßfragmenten. Auf die Awaren weisen auch die Flur- und Ortsnamen Tradigist, Gölsnitz, Sois, Dobersnigg, Plespitz, Edlitz, Zegernitz hin. In der Zeit der Karolinger kamen Bajuwaren dazu.
Die erste Erwähnung des Orts folgte um 1250 als „Chirichperg“. 1608 wird Kirchberg als Marktort genannt.
1848 kommt es zu Revolution und Bauernbefreiung, 1850 zur Bildung einer Gemeindevertretung. Mit dem Anschluss Österreichs 1938 kam der Ort zum Gau Niederdonau. Am 8. Mai 1945 rückten sowjetische Truppen ein, es folgten im November 1945 demokratische Wahlen und die Wiederherstellung der österreichischen Souveränität.

### Einwohnerentwicklung
In den ersten und letzten Jahrzehnten des 20. Jahrhunderts gab es einen starken Bevölkerungszuwachs. In den letzten 25 Jahren wurde die positive Geburtenbilanz durch eine negative Wanderungsbilanz aufgehoben.
| Kirchberg an der Pielach: Einwohnerzahlen von 1869 bis 2025 | Kirchberg an der Pielach: Einwohnerzahlen von 1869 bis 2025 | Kirchberg an der Pielach: Einwohnerzahlen von 1869 bis 2025 | Kirchberg an der Pielach: Einwohnerzahlen von 1869 bis 2025 | Kirchberg an der Pielach: Einwohnerzahlen von 1869 bis 2025 |
| ----------------------------------------------------------- | ----------------------------------------------------------- | ----------------------------------------------------------- | ----------------------------------------------------------- | ----------------------------------------------------------- |
| Jahr                                                        |                                                             |                                                             |                                                             | Einwohner                                                   |
| 1869                                                        | 1869                                                        |                                                             | 1.947                                                       | 1.947                                                       |
| 1880                                                        | 1880                                                        |                                                             | 2.034                                                       | 2.034                                                       |
| 1890                                                        | 1890                                                        |                                                             | 1.998                                                       | 1.998                                                       |
| 1900                                                        | 1900                                                        |                                                             | 2.132                                                       | 2.132                                                       |
| 1910                                                        | 1910                                                        |                                                             | 2.272                                                       | 2.272                                                       |
| 1923                                                        | 1923                                                        |                                                             | 2.457                                                       | 2.457                                                       |
| 1934                                                        | 1934                                                        |                                                             | 2.502                                                       | 2.502                                                       |
| 1939                                                        | 1939                                                        |                                                             | 2.456                                                       | 2.456                                                       |
| 1951                                                        | 1951                                                        |                                                             | 2.578                                                       | 2.578                                                       |
| 1961                                                        | 1961                                                        |                                                             | 2.601                                                       | 2.601                                                       |
| 1971                                                        | 1971                                                        |                                                             | 2.692                                                       | 2.692                                                       |
| 1981                                                        | 1981                                                        |                                                             | 2.918                                                       | 2.918                                                       |
| 1991                                                        | 1991                                                        |                                                             | 3.197                                                       | 3.197                                                       |
| 2001                                                        | 2001                                                        |                                                             | 3.168                                                       | 3.168                                                       |
| 2011                                                        | 2011                                                        |                                                             | 3.116                                                       | 3.116                                                       |
| 2021                                                        | 2021                                                        |                                                             | 3.210                                                       | 3.210                                                       |
| 2025                                                        | 2025                                                        |                                                             | 3.117                                                       | 3.117                                                       |
| Quelle(n): Statistik Austria, Gebietsstand 1.1.2021         |                                                             |                                                             |                                                             |                                                             |

## Kultur und Sehenswürdigkeiten

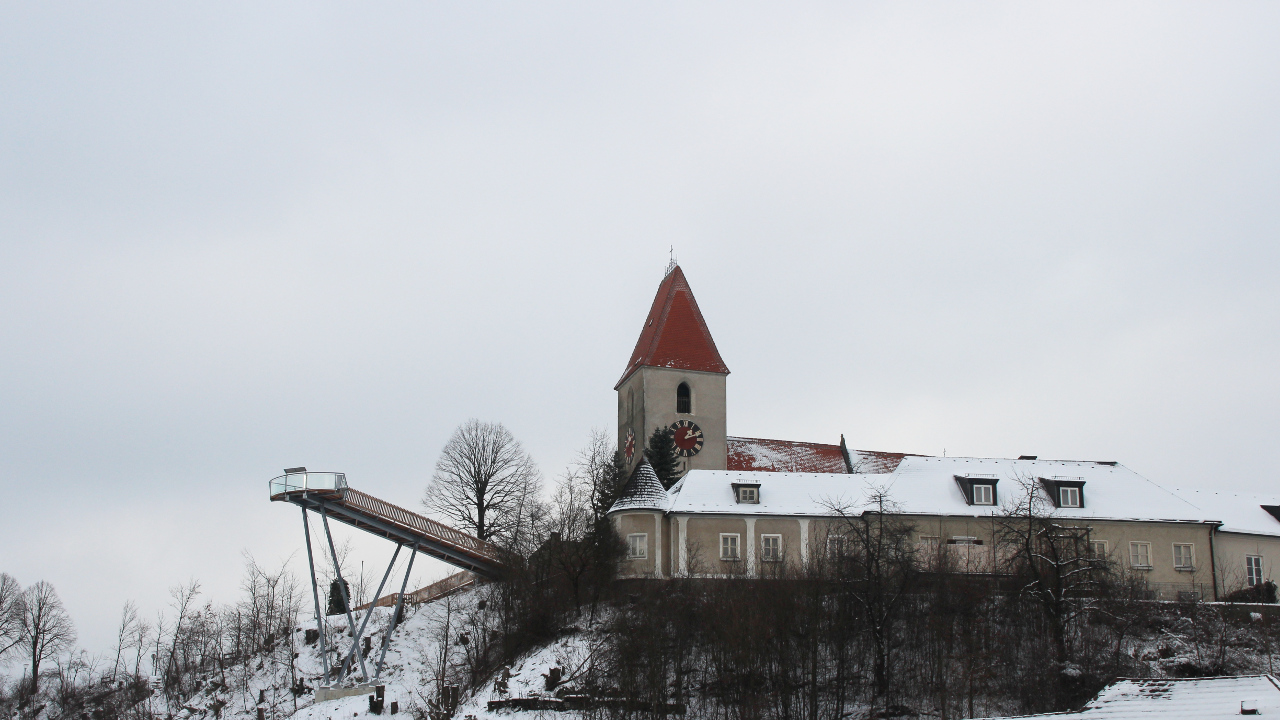
Skywalk (Aussichtsplattform) in Kirchberg an der Pielach, Österreich

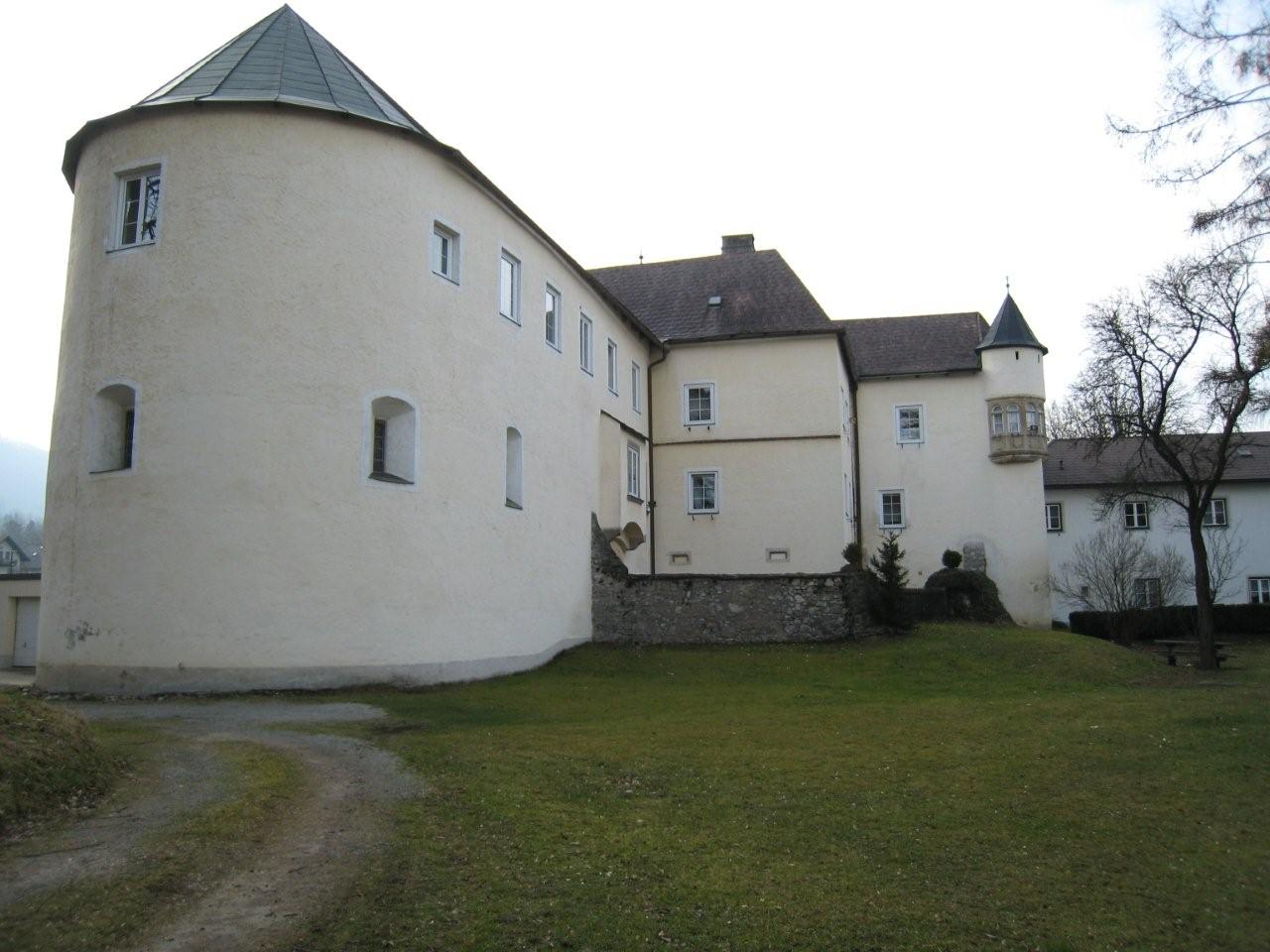
Schloss

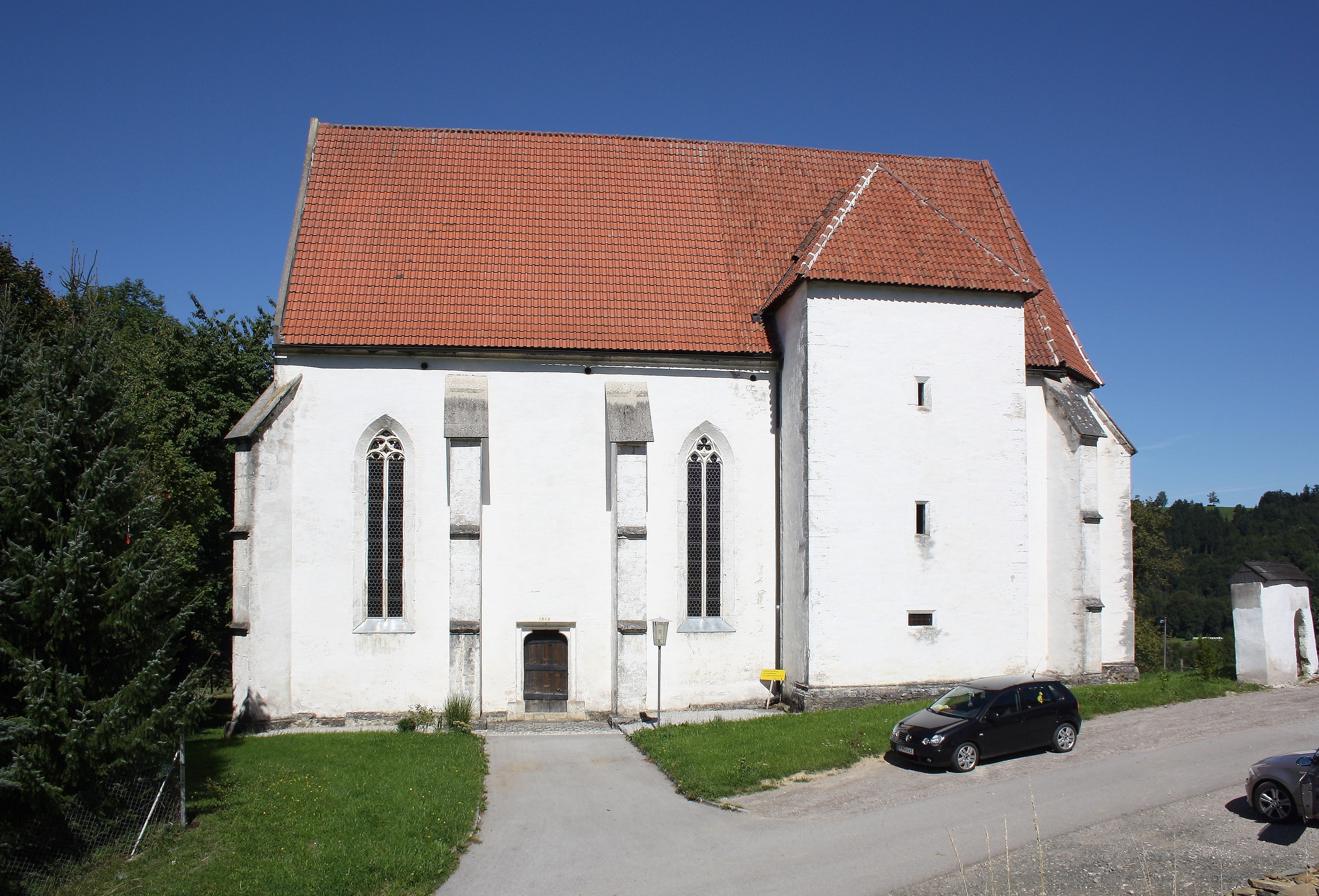
Filialkirche Tradigist

- Katholische Pfarrkirche Kirchberg an der Pielach hl. Martin: aus dem 10. und 14. Jahrhundert
- Schloss aus dem 16. Jahrhundert mit schönem Renaissanceportal, Innenhof mit offenem Arkadengang
- barocke Nepomukstatue
- Katholische Filialkirche Tradigist hl. Andreas: erbaut 1464
- Modellbahnanlage (Modell eines 30 km Abschnittes der Mariazellerbahn)
- Skywalk am Kirchenberg, 2014 eröffnete Aussichtsplattform 34 Meter über dem Ort[5]

## Wirtschaft und Infrastruktur
Die Anzahl der nichtlandwirtschaftlichen Arbeitsstätten stieg von 136 im Jahr 2001 auf 179 im Jahr 2011. Land- und forstwirtschaftliche Betriebe gab es 156 nach der Erhebung im 1999. Diese Zahl sank auf 146 im Jahr 2010. Nach der Volkszählung 2001 betrug die Zahl der Erwerbstätigen am Wohnort 1.387. Die Erwerbsquote lag 2016 bei 52,8 Prozent.

### Öffentliche Einrichtungen
In der Gemeinde gibt es einen Kindergarten, eine Volksschule und eine Mittelschule.

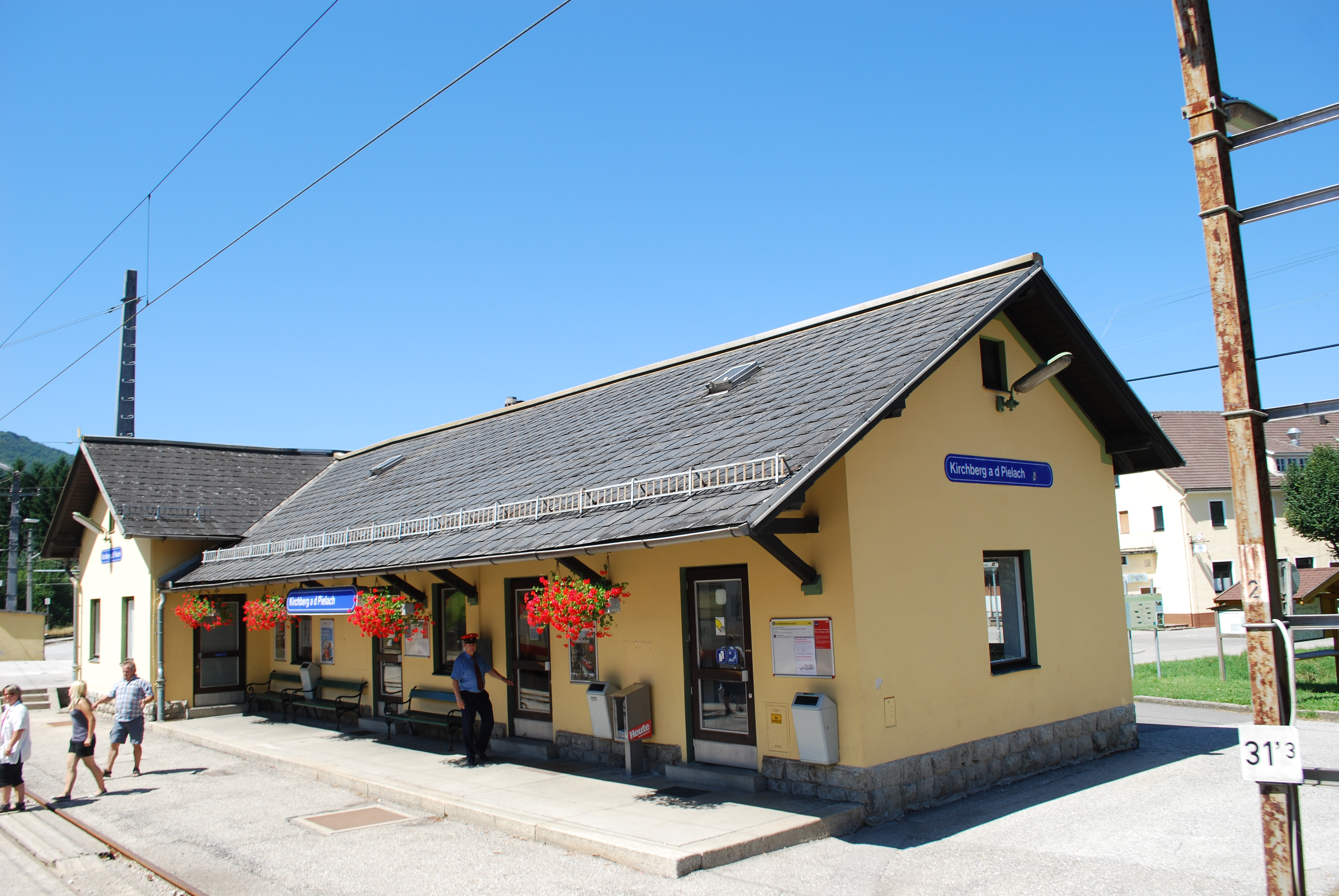
Bahnhof Kirchberg a.d.Pielach

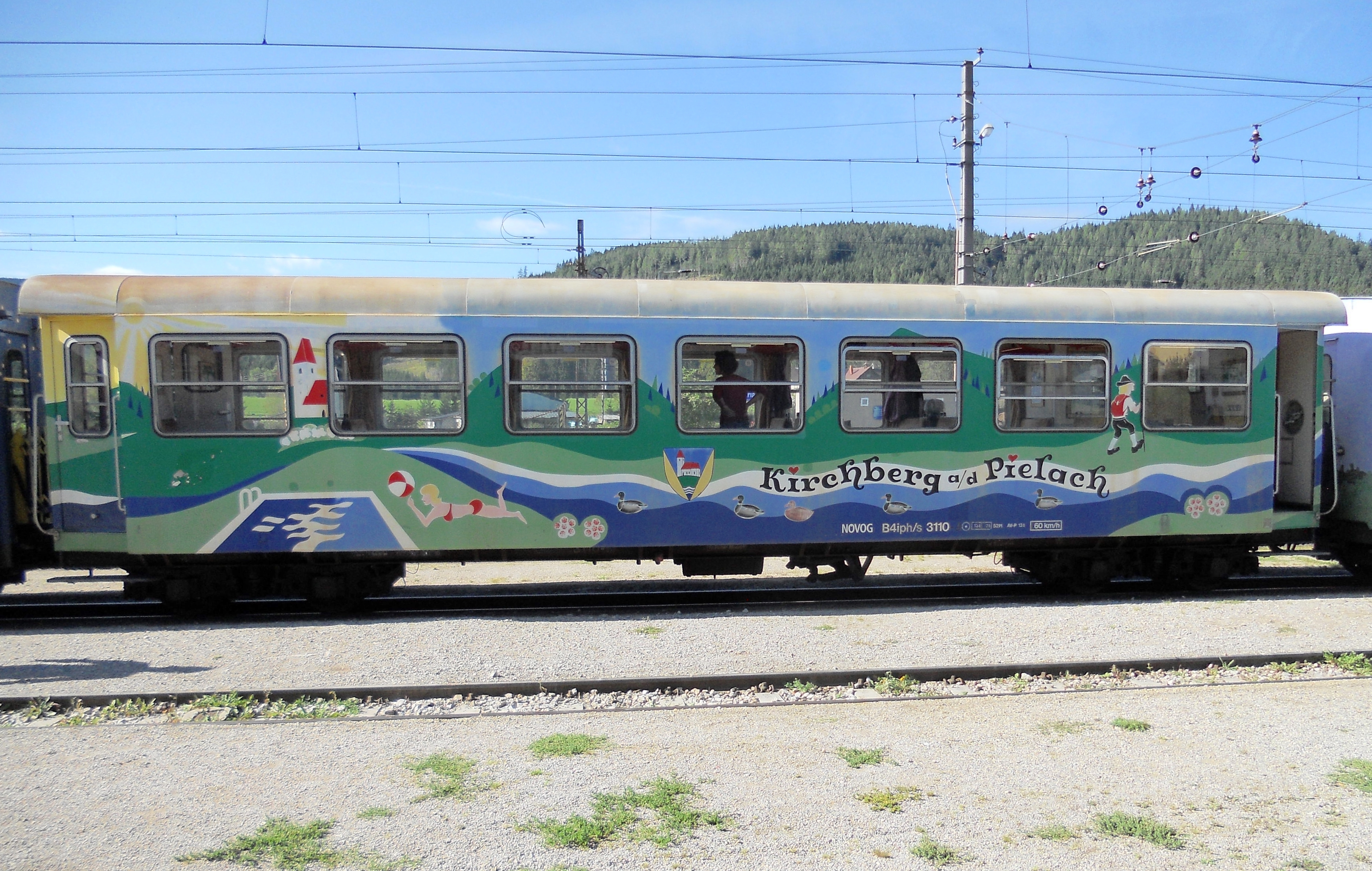
Waggon der Mariazellerbahn mit Kirchberger Motiven

### Verkehr
- Eisenbahn: Kirchberg liegt an der Mariazellerbahn. Diese Bahnstrecke hält im Gemeindegebiet im Bahnhof Kirchberg an der Pielach sowie den Haltestellen Tradigist und Schwerbach. Kirchberg war zwischen Juni 1991 und Dezember 2015 mit einer zweijährigen Unterbrechung Systemkreuzungsbahnhof.
- Straßen: An das höherrangige Straßennetz ist Kirchberg durch die B39 (Pielachtal Straße) angebunden. Außerdem führen noch überregional bedeutende Landesstraßen über die „Luft“ nach Kettenreith, sowie über Tradigist und den „Gaisbühelsattel“ nach Eschenau. Von Tradigist führt auch eine Straße über den „Morigrabensattel“ nach Schrambach.

### Sport
Der Sportclub Kirchberg wurde am 26. Oktober 1946 gegründet.
- Die ehemalige Karate-Weltmeisterin Karina Gansch, nun Karina Schmalek[6] stammt aus Kirchberg an der Pielach. Sie wurde 1998 in Bern Österreichs erste Shōtōkan-Weltmeisterin.
- 2019 wurden auch die beiden Brüder Daniel und Stefan Burmetler Weltmeister im Tischfußball. Sie konnte sich Silber im Nationalteam und Gold im U19-Classic holen.

## Politik

### Gemeinderat
Im Marktgemeinderat gibt es nach der Gemeinderatswahl 2025 bei insgesamt 23 Sitzen folgende Mandatsverteilung: SPÖ 9, ÖVP 9, FPÖ 5.

### Bürgermeister
- 2020–2025 Franz Singer (ÖVP)[11]
- seit 2025 Martin Robausch (SPÖ)[12]

### Wappen
Der Gemeinde wurde 1969 ein Wappen verliehen. Es zeigt über drei silbernen Wellenbalken auf einem grünen Hügel das rot bedachte Kirchengebäude.
Es symbolisiert die Lage im Tal und zeigt die namensgebende Kirche.

## Persönlichkeiten

### Ehrenbürger
- Josef Wiesinger (1827–1902), Pfarrer
- Matthäus Bauchinger (1851–1934), Pfarrer und Politiker[14]
- Karl Stolz (1873–1967), Unternehmer und Bürgermeister
- August Blazic (* 1947), Pfarrer
- 2019: Gerhard Hackner (* 1953), Amtsleiter, Tourismusobman und Multifunktionär[15]
- 2021: Anton Gonaus (* 1951), Bürgermeister

### Söhne und Töchter der Gemeinde
- Lambert Karner, Pfarrer, Speläologe und Archäologe wurde hier geboren
- Wilhelm Weinmeier (* 1955), Elektrotechniker, Politiker und Abgeordneter zum Nationalrat

### Mit der Gemeinde verbundene Persönlichkeiten
- Kardinal Franz König war von 1911 bis 1919 hier Schüler